# Mezőhegyes
Mezőhegyes je grad u Bekeškoj županiji, na jugoistoku Mađarske, Južni Alföld. Mjesto je najpoznatije po Državnoj ergeli konja (mađ. Mezőhegyesi Állami Ménes), osnovanoj 1784. godine, u kojoj se uzgajaju pasmine furioso i gidran. God. 2000., Mađarska je nominirala tu ergelu za upis na UNESCO-ov popis mjesta svjetske baštine u Europi.

## Povijest
Austrijsku carsku i mađarsku kraljevsku apostolsku ergelu konja je u Mezőhegyesu, krajem 1784. god., osnovao Josip II., car Svetog Rimskog Carstva. Kao rezultat toga, naziv Mezőhegyes je postao neodvojivo isprepleten s pojmom uzgoja konja. Upravo ovdje su prvi put zgojene pasmine nonius, a kasnije i gidran i furioso, engleska punokrvna pasmina konja koja se smatra za jednu od najboljih pasmina konja u Europi.
Mezőhegyes od 1872. godine ima status sela, da bi od 1971. postao sjedište općine, a status grada je dobio 1. ožujka 1989. godine.

## Znamenitosti
Natkrivenu dvoranu za jahanje, koja je i danas u uporabi, dizajnirao je János Hild i najstarija je natkrivena dvorana za jahanje u zemlji. Ovdje se nude lekcije jahanja za iskusne jahače, ali i za početnike posjetitelje. Pored dvorane, tu se nalaze i dvije kolibe za uzgajivače konja iz 1785., dvije stare vojarne iz 1786., kuća ovršitelja i gostionica iz 1800., te upravna zgrada i žitnica iz 1786. god. U obližnjem Újmezohegyesu nalaze se skladište iz 1860. – 1870., nova vojarna iz 1790., te četvr s mlinicama iz 1790. god.
Najznačajniji događaj u gradu su Internacionalni sajam kobila Mezőhegyes i Natjecanje pastuha koji se organiziraju svakog lipnja.
Pridružena škola školskog instituta Harruckern János se nalazi u Mezőhegyesu, u kojoj se uče tržišna i kvalitativna zvanja na temelju agrarne tradicije područja: poljoprivredni mehaničar, zavarivač i zidar, te krojačica, socijalni radnik, hotelijerka i ruralna domaćica; te obrti konjičke tradicije: krotitelj konja, kovač i turistički vodič.

## Zbratimljeni i prijateljski gradovi
- Kézdivásárhely, od 1990.
- Mordano, od 1990.
- Kispereg, od 1995.
- San Giorgio di Nogaro, od 1998.
- Túrkeve, od 2012.
- Arad, od 2012.

## Vanjske poveznice
- Državna ergela konja Mezőhegyes  Arhivirana inačica izvorne stranice od 24. kolovoza 2010. (Wayback Machine) (mađ.)